# جيمس كاراغر
جيمس كاراغر (بالإنجليزية: James Carragher)‏ هو لاعب كرة قدم بريطاني في مركز قلب الدفاع، ولد في 11 نوفمبر 2002 في ليفربول في المملكة المتحدة. لعب مع أولدهام أثلتيك وويغان أتلتيك.

## وصلات خارجية
- جيمس كاراغر على موقع قاعدة بيانات كرة القدم.إي يو (الإنجليزية)
- جيمس كاراغر على موقع Soccerbase.com (لاعب) (الإنجليزية)
- جيمس كاراغر على موقع Soccerway.com (الإنجليزية)